# Villa Nueva (Mendoza)
Villa Nueva è una città dell'Argentina, capoluogo del dipartimento di Guaymallén nella provincia di Mendoza.